# Dálnice M4 (Maďarsko)
Dálnice M4 (maď M4-es autóút és autópálya) je rychlostní silnice a dálnice a bude v budoucnu spojovat hlavní město Maďarska, Budapešť, s rumunským městem Oradea.
Celková délka komunikace má být přibližně 220 km, v provozu je již více než 100 km. K listopadu 2021 existovaly 2 vybudované úseky. První úsek spojuje Budapešť s městem Abony a jedná se o rychlostní silnici (maďarsky autóút). Druhým je 31 km dálnice (maďarsky autópálya od rumunských hranic (navazující rumunská dálnice A3) k napojení na dálnici M35.